# Melocactus broadwayi
Melocactus broadwayi ist eine Pflanzenart aus der Gattung Melocactus in der Familie der Kakteengewächse (Cactaceae). Das Artepitheton broadwayi ehrt den US-amerikanischen Botaniker und Naturforscher Walter Elias Broadway (1863–1935).

## Beschreibung
Melocactus broadwayi wächst mit gelblich grünen, kugelförmigen bis kurz zylindrischen Trieben, die bei Durchmessern von 10 bis 20 Zentimetern ebensolche Wuchshöhen erreichen. Es sind 14 bis 18 niedrige, gerundete und scharf voneinander getrennte Rippen vorhanden. Die darauf befindlichen kleinen Areolen sind eingedrückt. Die braunen oder hornfarbenen Dornen besitzen eine bräunliche Spitze. Der meist einzelne Mitteldorn, manchmal sind zwei oder drei vorhanden, ist kräftig. Die acht bis zehn einwärts gebogenen Randdornen weisen eine Länge von 1 bis 1,5 Zentimeter auf. Das aus weichen braunen Borsten und weißer Wolle bestehende Cephalium wird 2 bis 3 Zentimeter hoch und erreicht an seiner Basis einen Durchmesser von 6 bis 7 Zentimeter.
Die mehr oder weniger purpurfarbenen Blüten sind kein. Die keulenförmigen Früchte sind purpurfarben und bis zu 2,5 Zentimeter lang.

## Verbreitung, Systematik und Gefährdung
Melocactus broadwayi ist auf den Kleinen Antillen und Tobago verbreitet.
Die Erstbeschreibung als Cactus broadwayi erfolgte 1922 durch Nathaniel Lord Britton und Joseph Nelson Rose. Alwin Berger stellte die Art 1926 in die Gattung Melocactus. Ein nomenklatorisches Synonym ist Melocactus intortus subsp. broadwayi (Britton & Rose) Guiggi (2006).
In der Roten Liste gefährdeter Arten der IUCN wird die Art als „Near Threatened (NT)“, d. h. als gering gefährdet geführt.

## Nachweise